# Donald Finlay
Donald Finlay (Reino Unido, 27 de mayo de 1909-28 de abril de 1970) fue un atleta británico, especialista en la prueba de 110 m vallas en la que llegó a ser subcampeón olímpico en 1936.

## Carrera deportiva
En los JJ. OO. de Los Ángeles 1932 ganó la medalla de bronce en los 110 metros vallas.
Cuatro años después, en los JJ. OO. de Berlín 1936 ganó la medalla de plata en la misma prueba, corriéndolos en un tiempo de 14.4 segundos, tras el estadounidense Forrest Towns (oro con 14.2 s) y por delante del también estadounidense Frederick Pollard.